# 叫河镇
叫河镇，是中华人民共和国河南省洛陽市栾川县下辖的一个乡镇级行政单位。

## 行政区划
叫河镇下辖以下地区：
叫河村、牛栾村、牛栾沟村、上牛栾村、麻沟村、黎明村、桦树坪村、栗树沟村、东新科村、西新科村、东坡村、六中村、马阴村、瓦石村和新政村。